# La Haine de la démocratie
La Haine de la démocratie est un livre du philosophe français Jacques Rancière, publié en septembre 2005 aux éditions La Fabrique. Dans celui-ci, l'auteur fait un retour sur l'idéologie qu'il appelle nouvelle haine de la démocratie. 
C'est le 24e livre du philosophe et l'un de ses plus notables, avec La Mésentente. 

## Contexte
Pour certains auteurs, la parution du livre de Rancière s'inscrit dans l'actualité du référendum européen de mai 2005. Le livre paraît quelques mois après le référendum français sur le traité établissant une constitution pour l'Europe du 29 mai 2005, qui avait pour objectif la ratification du traité qui aurait permis de mettre en place une constitution pour l'Union européenne. Celui-ci était alors vu par la majorité des élites gouvernementales et intellectuelles comme nécessaire et bénéfique. La population française va rejeter ce traité, avec 54,67% contre.
Ce vote « démocratique » fut interprété par certains comme étant le signe d'une défaillance démocratique, le vote d’un « peuple » incapable de saisir de tels enjeux. Le livre de Rancière s'inscrit en faux contre l’interprétation faite de ce résultat.
Ce cas particulier permet de comprendre la tendance réactionnaire plus générale que Jacques Rancière détaille dans son écrit. Il explique lors d’une conférence à l’école des Beaux-Arts de Rennes que « la situation qui a motivé [ce livre], c’est le sentiment qu’il y a eu une espèce de déplacement étrange dans le discours officiel sur la démocratie ».

## Résumé de l’œuvre
La Haine de la démocratie apporte une réflexion sur la résurgence du discours antidémocratique en France. L'auteur cherche à comprendre pour quelles raisons une élite intellectuelle, relativement privilégiée au sein d’États dits « démocratiques », en est arrivée à un tel mépris et une telle haine pour le principe de démocratie. Sa thèse principale est qu'il existe une confusion sur le terme de démocratie. Le livre est divisé en quatre parties :

### De la démocratie victorieuse à la démocratie criminelle
Durant la Guerre froide, la démocratie est conçue par opposition au régime totalitaire soviétique. Une fois cet antagonisme disparu, le concept consensuel devient sujet à des réflexions plus critiques. Un tournant idéologique concernant la démocratie s'effectue ainsi après l'effondrement de l'empire soviétique, au début des années 1990. Deux grandes critiques s'élèvent : une plutôt issue des hautes sphères intellectuelles et étatiques et une venue des penseurs marxistes.
Les premiers expliquent que parce que la démocratie enlève toute limite au peuple, le bien commun en est menacé : c'est la montée de l'individualisme anarchique et des revendications excessives. Ils effectuent une distinction entre ceux qui ont le pouvoir de prendre les bonnes décisions, qui ont le savoir, et le reste. Les seconds dénoncent la société démocratique comme étant celle qui promeut les droits des individus égoïstes de la société bourgeoise et détruit les valeurs collectives. L'individu démocratique est un consommateur soucieux de son seul confort.

### La politique ou le pasteur perdu
Les individus « démocratiques » ont perdu l'orientation que leur apportait Dieu, ou toute autorité suprême, qui faisait d'eux un tout, un peuple avec une volonté commune. Le crime démocratique est un crime politique, le fait que toutes les voix peuvent se confronter de manières égales. Ces nouvelles pensées critiques trouvent écho dans les raisonnements du philosophe grec Platon, premier grand détracteur de la démocratie, qui lui aussi dénonce l'individualisation des mœurs qu'apporte la démocratie. Selon eux, quand l'égalité est l'unique principe qui dirige les peuples et qui légitime la prise de pouvoir, la société est chaotique. La démocratie renverse toutes les relations de pouvoir naturelles entre les individus. 

### Démocratie, république, représentation
Démocratie et système électoral représentatif, suffrage universel ne vont pas ensemble de soi. Ce suffrage a une nature double : d’un côté, il donne la possibilité d’élire n’importe qui, et en cela stimule raisonnablement les tendances démocratiques de la population ; mais d’un autre côté, il assure surtout la reproduction d’oligarchies dominantes. Ces oligarchies au pouvoir tentent de dépolitiser la sphère publique, de la privatiser. Le fait de remettre en cause cette démarcation est une manifestation de vie politique et démocratique. De même, il ne faut pas faire d’amalgame entre démocratie et république, car la république signifie le règne de la loi égale pour tous, ce principe étatique tend à homogénéiser la population et donc à contrer l’individualisme démocratique.

### La Raison d'une haine
Chaque gouvernement est nécessairement oligarchique, une minorité dirige la majorité. La démocratie n'est pas une forme d'État ou de gouvernement. Elle est en réalité un principe au-dessus et des pratiques en dessous de l'État : c'est-à-dire à la fois le principe d'égalité nécessaire entre les humains et à la fois la pratique qui consiste à remettre en cause le statu quo imposé par les élites gouvernantes. La haine de la démocratie résulte d'une mauvaise compréhension de ce concept, et les maux de civilisation (atomisation de la société, montée de l'individualisme, populisme, etc.) qu'on lui attribue sont en fait la preuve de sa vitalité.